# La Angostura (Bolivien)
Die Laguna La Angostura (spanisch angostura = „die Enge“) ist ein Stausee in der Provinz Esteban Arce, Departamento Cochabamba, in Bolivien und ist der größte künstlich angelegte See des Landes.
Der Staudamm steht 18 Kilometer südöstlich der Departamento-Hauptstadt Cochabamba am Ausgang der fruchtbaren Hochebene Valle Alto, direkt neben der Nationalstraße Ruta 7, die von hier aus zur Millionenstadt Santa Cruz im bolivianischen Tiefland führt.
Der im Jahre 1945 in Zusammenarbeit mit der Regierung von Mexiko als Represa México fertiggestellte Stausee bewässert heute eine Fläche von 5500 ha. Vor 1980 diente der Stausee vor allem der Bewässerung der landwirtschaftlichen Flächen in der La-Mayca-Region unterhalb von Cochabamba, seit dem Bau des neuen Flughafens ist der größte Teil dieser Region jedoch von La Angostura abgeschnitten.
Neben der Bewässerung ist der Stausee heute eine wichtige Touristenattraktion der Region, mit Möglichkeiten zum Angeln und Jagen und für den Wassersport.
Weitere Talsperren mit dem Namen La Angostura gibt es sowohl in Mexiko wie auch in Costa Rica und in den USA.